# Le Livre d'un homme seul
Le Livre d'un homme seul (chinois simplifié : 一个人的圣经 ; chinois traditionnel : 一個人的聖經 ; pinyin : Yī gè rén de Shèngjīng) est un roman écrit par Gao Xingjian, paru en France en 2000 aux Éditions de l'Aube. 

## Résumé
Le Livre d'un homme seul, inspiré du parcours de l'auteur, raconte cinquante ans de la vie d'un homme en Chine puis son arrivée à Hong Kong avant qu'il ne parte en Suède, en Australie et aux États-Unis pour finir par s'installer en France.
Deux narrations se croisent au fil du roman : la jeunesse en Chine pendant la Révolution culturelle et la première nuit dans un hôtel à Hong Kong. Après une enfance heureuse dans une famille nombreuse, le narrateur subit la peur face aux gardes rouges et à la rééducation idéologique dans les laogais. Puis, il raconte son exil.

## Personnages principaux
- Le narrateur : inspiré de l'auteur, il est désigné par « il » dans les scènes du passé et « tu » dans les scènes présentes[1].
- Marguerite : la jeune blonde juive de l'hôtel hongkongais.
- Lin : une femme adultère qui initie le narrateurs aux plaisirs de la chair.
- Qian : une femme douce que le narrateur demande en mariage.
- Sylvie : une femme française multipliant les amants.

## Thèmes
Pour le chercheur Sebastian Veg, l'un des principaux thèmes du roman est une recherche du sens de l'exil, notamment celui de l'auteur : comme libération par rapport à une culture, comme quête de liberté (notamment sensuelle et érotique), comme refus de la collectivité politique ou encore comme paradigme littéraire. Ce thème est également présent à travers le personnage de Marguerite qui rejette son identité allemande en faveur de son identité juive.
Dans le roman, Xingjian revient aussi sur des événements qui lui ont fait prendre conscience du sens de littérature.
«  [...] durant les années où Mao Zedong exerçait sa dictature totale, même la fuite était impossible. Les temples perdus au fond des forêts, qui avaient protégé les lettrés de l’époque féodale, furent rasés, même écrire dans l’intimité faisait courir un danger mortel. Si un individu voulait conserver une pensée indépendante, il n’avait que lui-même à qui s’adresser et ne pouvait le faire que dans le plus profond secret. Je dois dire que ce fut précisément à ce moment, alors qu’on ne pouvait pas faire de la littérature, que j’ai pris conscience de sa nécessité : c’est la littérature qui permet à l’homme de conserver sa conscience d’homme. »
— Extrait du discours La Raison d'être de la littérature de Gao Xingjian.

## Éditions et traductions
- (zh) 一个人的圣经, Taïwan, 1999[4]
- Éditions de l'Aube, coll. « Regards croisés », La Tour-d'Aigues, 2000  (ISBN 978-2876785380), 485 p. – année où l'auteur a reçu le Prix Nobel de littérature
- Éditions de l'Aube, coll. « Poche », La Tour-d'Aigues, 2001  (ISBN 978-2876786714)
- Points, coll. « Signatures », 2008, rééd. 2015  (ISBN 9782757856161), 512 p.
- (en) One Man's Bible, Flamingo, 2002